# Mary Mapes Dodge
Mary Mapes Dodge (ur. 26 stycznia 1831, Nowy Jork, zm. 21 sierpnia 1905, Onteora Park w stanie Nowy Jork) – amerykańska pisarka i poetka, znana jako autorka książek i redaktorka czasopism dla dzieci.

## Życiorys
Mary Mapes Dodge urodziła się jako Mary Elizabeth Mapes w Nowym Jorku w roku 1831. Wychowywała się w artystycznym środowisku. Jej ojciec, James Jay Mapes był uczonym. Otrzymała prywatne wykształcenie. W roku 1851 poślubiła prawnika Williama Dodge'a. Miała z nim dwóch synów, Jamesa i Harringtona. W 1857 roku mąż autorki znalazł się w trudnej sytuacji finansowej. W rok później porzucił rodzinę. Wkrótce potem utonął. Owdowiała poetka stanęła wobec konieczności zapewnienia bytu sobie i dzieciom. W 1859 roku zaczęła pisać i wspólnie z ojcem wydawać magazyny Working Farmer i United States Journal. Później Mary Mapes Dodge była wydawcą pomocniczym pisma Hearth and Home, prowadzonego przez Harriet Beecher Stowe i Donalda Granta Mitchella. Następnie została redaktor naczelną pisma dla dzieci St. Nicholas, w którym publikowali między innymi Mark Twain, Louisa May Alcott, Bret Harte, Lucretia Peabody Hale, Frances Hodgson Burnett i Robert Louis Stevenson. Autorka zmarła w 1905 roku w wieku siedemdziesięciu czterech lat w Onteora Park w stanie Nowy Jork. Została pochowana na Evergreen Cemetery w miejscowości Hillside w stanie New Jersey.

## Twórczość
Mary Mapes Dodge wydała między innymi zbiór opowiadań Irvington Stories (1864) i powieść Hans Brinker, or the Silver Skates (1865), która z miejsca stała się bestsellerem. Akcja tej powieści dzieje się w Holandii, której autorka nigdy nie odwiedziła, i opowiada o losach zubożałej rodziny Brinkerów. Dobre czyny głównego bohatera Hansa i jego siostry Gretel pomagają ich ojcu dojść do zdrowia, a rodzinie do szczęścia. Powieść zawiera też dużo informacji o Holandii, przez co przypomina szerzej znaną w Polsce, będącą baśniowym podręcznikiem szwedzkiej geografii, Cudowną podróż Selmy Lagerlöf. Do jej najbardziej znanych wierszy należą utwory The Two Mysteries, Death in Life i The Easter Morn.